# Singer (Unternehmen)
The Singer Company wurde 1851 als I.M. Singer & Company von dem Unternehmer und Erfinder Isaac Merritt Singer und dem New Yorker Rechtsanwalt Edward Clark gegründet. Innerhalb kürzester Zeit stieg das Unternehmen zum größten Nähmaschinenproduzenten der Welt auf.

## Geschichte

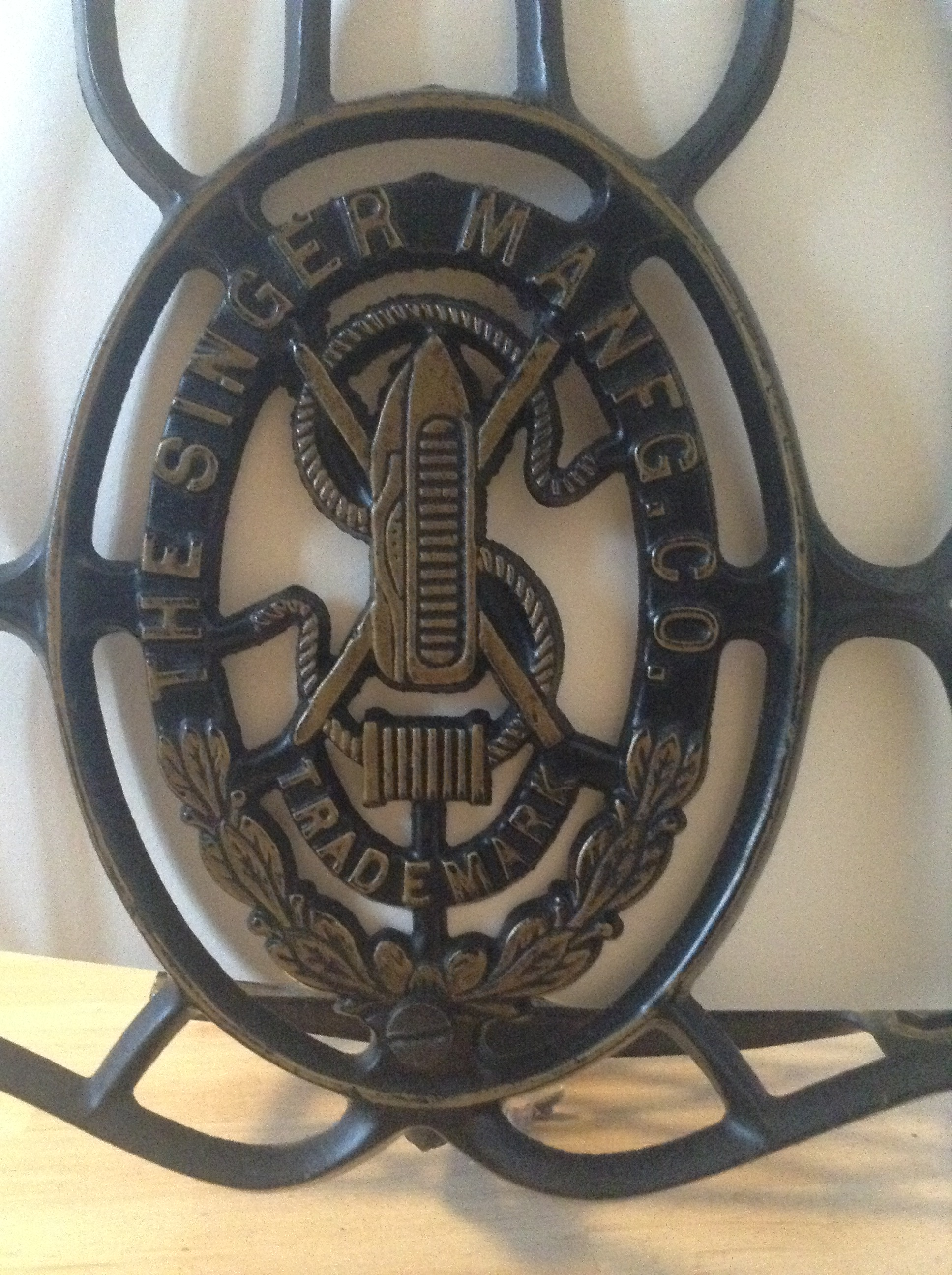
Singer Manufacturing Company (1853)

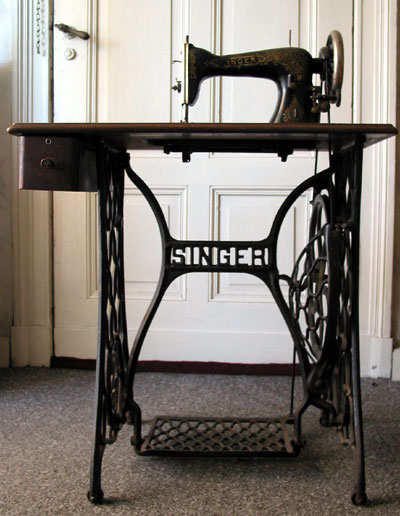
Historische Nähmaschine

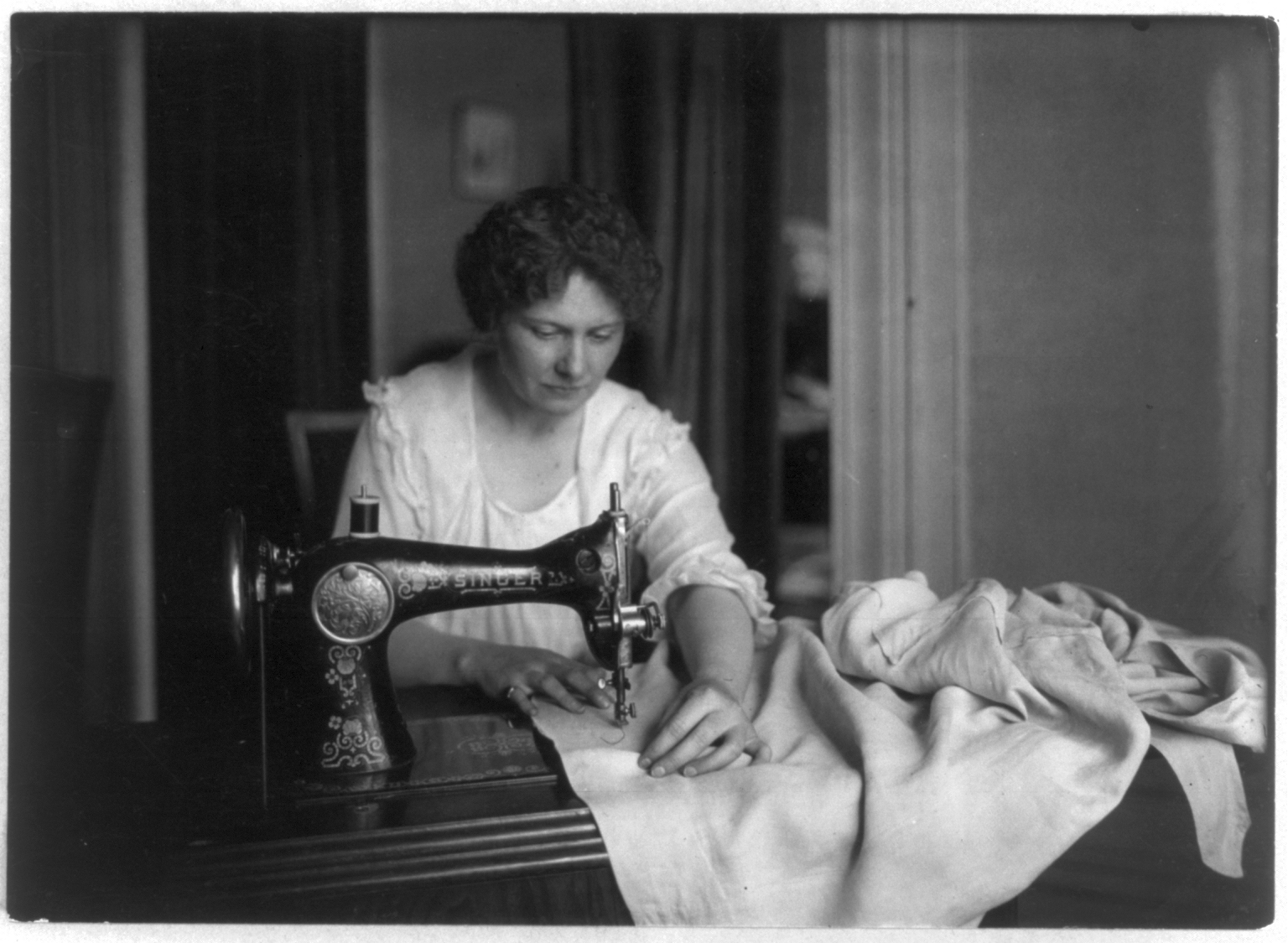
Frau bei der Arbeit mit einer Singer-Nähmaschine, 1917/18

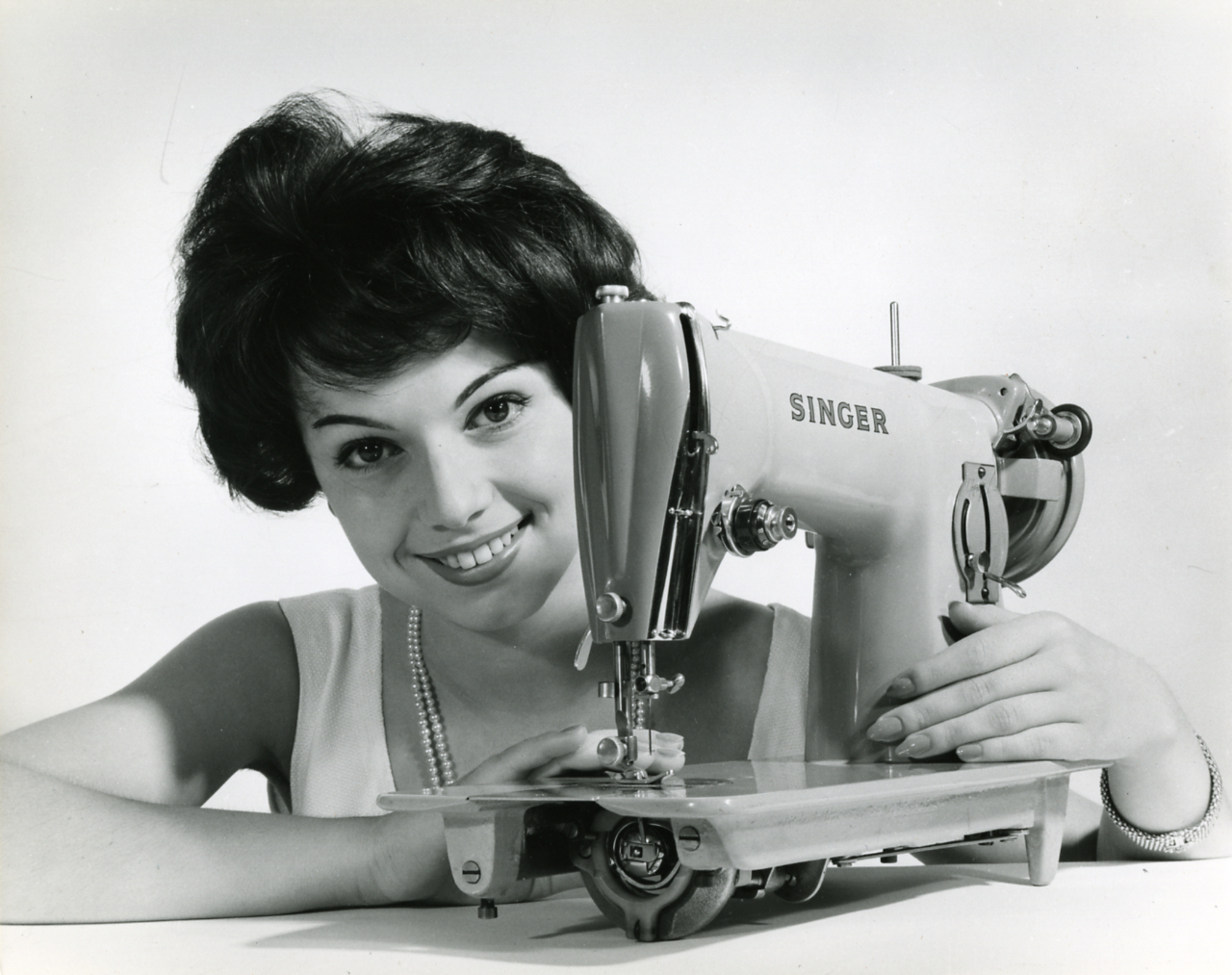
Foto von Paolo Monti, Mailand 1963

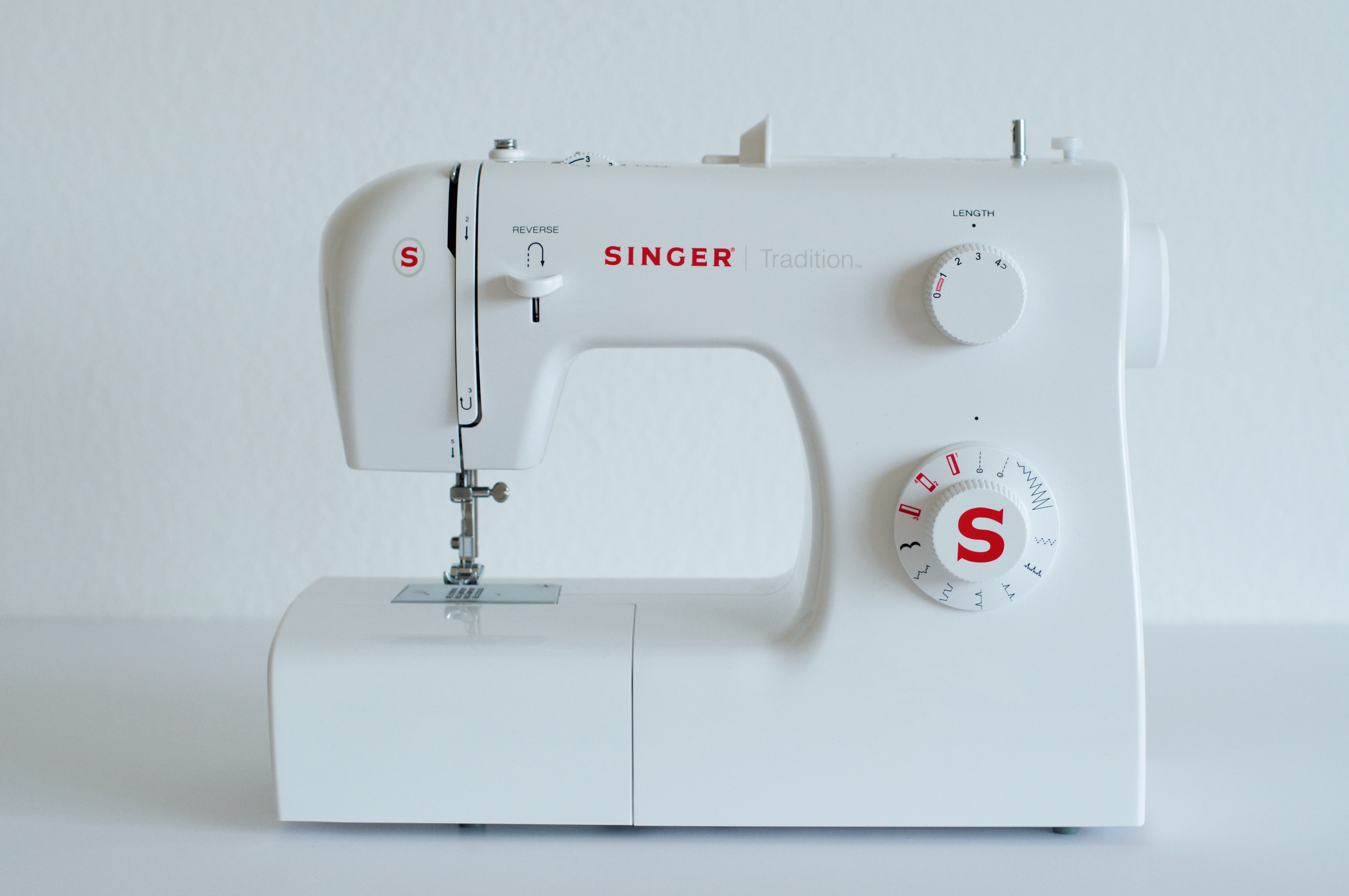
Moderne Nähmaschine

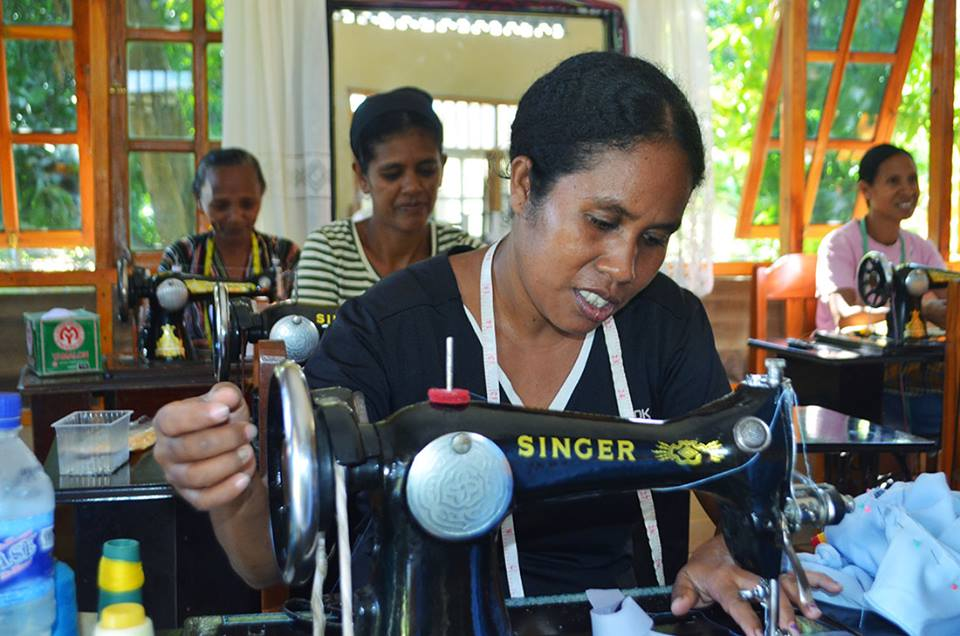
Frauen in Osttimor an Singer-Nähmaschinen (2017)

Isaac Merritt Singer, der zuvor schon eine Gesteinsbohrmaschine und eine Maschine für Holz- und Metallbearbeitung entwickelt hatte, arbeitete 1850 in der Bostoner Werkstatt von Orson C. Phelps. Hier entstanden auch die Nähmaschinen von Lerow und Blodgett, an deren Verbesserung er in der Folgezeit arbeitete. Am 12. August 1851 erhielt er für die verbesserte Nähmaschine ein Patent. Elias Howe, der bereits am 10. September 1846 ein Patent für eine Nähmaschine erhielt, verwickelte Singer in einen langandauernden Patentprozess, da dieser in seiner Nähmaschine ein Bauteil von Howe verwendete. Singers Anwalt war Edward Clark, mit dem er 1851 die I.M. Singer & Company gründete.
Das Unternehmen entwickelte sich innerhalb von zwei Jahren zum führenden Nähmaschinenhersteller der USA. 1853 erfolgte die Umbenennung in Singer Manufacturing Company. Im selben Jahr entstanden in New York City eine neue Unternehmensverwaltung und neue Fabrikationsanlagen. Bereits zwei Jahre später gewann die Singer Nähmaschine bei der Weltausstellung 1855 in Paris einen ersten Preis. Gleichzeitig stieg die Singer Manufacturing Company zur weltweit größten Nähmaschinenfabrik auf. Edward Clark entwickelte 1856 den Ratenkaufplan, den Prototyp für Ratenzahlungsverkäufe.
1863 hielt die Singer Manufacturing Company 22 Patente und hatte ein Kapital von 555.000 Dollar. Neben Büros in Hamburg (Singer Nähmaschinen A.G.), Schottland (Singer Manufacturing Company Ltd) und Brasilien (Singer Do Brasil Ind. E Com. Ltda.) entstanden in New York City der Hauptfirmensitz und drei Fabriken. Die jährliche Produktion stieg auf 20.000 Nähmaschinen. 1867 entstand die erste Singer-Fabrik außerhalb der USA im schottischen Glasgow (Bridgton). Weitere Produktionsstätten folgten im kanadischen Montreal, in Floridsdorf in Österreich und verschiedenen Standorten in den USA. Nach dem Tod von Isaac Singer 1875 wurde Edward Clark 1876 als Nachfolger von Inslee A. Hopper Präsident des Unternehmens. 1880 lag die jährliche Produktion bei 500.000 Nähmaschinen. Die 1883 im schottischen Kilbowie eröffnete Fabrik beschäftigte allein 12.000 Arbeiter. Die Singer Manufacturing Company entwickelte 1889 die erste funktionierende elektrische Nähmaschine. Weitere innovative Entwicklungen waren 1921 die erste tragbare Nähmaschine und 1978 die erste computergesteuerte Nähmaschine.
Bereits 1890 hatte die Singer Company einen Weltmarktanteil von 80 Prozent. Weitere bedeutende internationale Fabrikationsniederlassungen entstanden 1902 im russischen Podolsk, 1904 in Sankt Petersburg (dort ließ die Firma an der Prachtstraße Newski-Prospekt ihr bis heute als Singer-Haus bekanntes Firmengebäude im Jugendstil bauen), 1904 das Nähmaschinenwerk Wittenberge und Saint John in Kanada, 1933 im italienischen Monza und im französischen Bonnières-sur-Seine und 1955 im brasilianischen Campinas. Bereits 1913 erreichte der weltweite Verkauf die jährliche Produktionszahl von 3 Millionen Stück.
1905 hatte Douglas Alexander die Präsidentschaft des Unternehmens von Frederick Gilbert Bourne übernommen und sollte diese Position bis 1949 innehaben.
Das 1908 in Manhattan errichtete Singer Building war einer der ersten Wolkenkratzer und für kurze Zeit das höchste Gebäude der Welt. Hier befand sich 54 Jahre lang der Firmensitz, bevor er ins Rockefeller Center verlegt wurde. Im Jahr der Weltwirtschaftskrise 1929 übernahm Singer die Standard Sewing Machine Company. Im selben Jahr kam der erste Staubsauger der Firma Singer auf den Markt.
Der Unternehmensname wurde 1963 in The Singer Company umgewandelt. Singer übernahm in den Folgejahren mehrere Elektronik- und Büromaschinenunternehmen, so Friden, Inc. (damals bekannt für die ersten volltransistorisierten Tischrechner), Packard Bell (ein noch heute benutzter Markenname für Elektronikprodukte) und General Precision Equipment wie auch Kearfott (u. a. im Rüstungsbereich tätig). Anfang der 1970er Jahre beschäftigte das Unternehmen weltweit 120.000 Mitarbeiter und erzielte einen Jahresumsatz von 2,5 Milliarden Dollar. Seit 2004 gehört Singer ebenso wie Husqvarna Viking und Pfaff zu SVP Worldwide in Nashville, TN (USA).

## Präsidenten
- Isaac Merrit Singer: von 1851 bis 1863
- Inslee A. Hopper: von 1863 bis 1876
- Edward Clark (Mitgründer des Unternehmens): von 1876 bis 1882 (†)
- George Ross McKenzie: von 1882 bis 1889
- Frederick Gilbert Bourne: von 1889 bis 1905
- Douglas Alexander: von 1905 bis 1949 (†)
- Milton C. Lightner: von 1950 bis 1958